# Nicholas Rusher
Nicholas Rusher (West Bend, 10 de junho de 1999) é um remador estadunidense.

## Carreira
Seus pais remaram nas Olimpíadas de Verão de 1988 e 1992 e se conheceram enquanto estavam na seleção nacional. Rusher fez sua estreia internacional pelos Estados Unidos no Campeonato Mundial de Remo de 2022 e terminou em quarto lugar no oito com masculino.
Nos Jogos Olímpicos de Verão de 2024, em Paris, conquistou a medalha de bronze na competição do oito com masculino ao lado de Henry Hollingsworth, Christian Tabash, Clark Dean, Christopher Carlson, Peter Chatain, Evan Olson, Pieter Quinton e Rielly Milne, com um tempo de 5:25.28.